# (3933) Portugal
(3933) Portugal est un astéroïde de la ceinture principale.

## Description
(3933) Portugal est un astéroïde de la ceinture principale. Il fut découvert le 12 mars 1986 à La Silla par Richard M. West. Il présente une orbite caractérisée par un demi-grand axe de 3,25 UA, une excentricité de 0,10 et une inclinaison de 1,7° par rapport à l'écliptique.

## Nom
L'astéroïde a été nommé en l'honneur du Portugal, pays européen dont les célèbres navigateurs ont étudié le ciel avec beaucoup de talent, et ont découvert de nombreuses routes nouvelles vers des rivages lointains sous les étoiles du sud. Sa récente association avec l'ESO (Observatoire européen austral) ouvre désormais de nouvelles voies célestes excitantes à ses astronomes modernes.

## Compléments